# Scalpellum striolatum
Scalpellum striolatum är en kräftdjursart som beskrevs av G. Sars 1877. Scalpellum striolatum ingår i släktet Scalpellum och familjen Scalpellidae. Inga underarter finns listade i Catalogue of Life.